# 리터렐라과
리터렐라과(Ritterellidae)는 무관해초목에 속하는 피낭동물과의 하나이다.

## 하위 속
3개 속에 30여 종을 포함하고 있다.
- 두무스속 (Dumus) Brewin, 1952 - 유일종 D. areniferus Brewin, 1952
- 파린고딕티온속 (Pharyngodictyon) Herdman, 1886 - 6종
- 리터렐라속 (Ritterella) Harant, 1931 - 24종